# 藤原きよみ
藤原 きよみ（ふじわら きよみ）は、日本の釣りタレント。レースクイーンやキャンペーンガール等を経て、執筆活動、司会業、環境コンサルタント、環境カウンセラーを務めている。大阪府出身、在住。

## プロフィール
釣り具メーカーのキャンペーンやCM出演の経験を通して水辺の環境に関心を持ち、環境保全を観点に入れた釣り紀行やコラムを雑誌、新聞など執筆、講演活動やテレビ出演をしている。　 
- 1995年 シマノ釣具 イメージガール
- 1998年 アラスカ州、コディアック島渡航
- 1999年 ヤマハフィッシングボートCMキャラクター。アマゾン渡航、パンタナル湿原・マナウス港などを放浪。連載釣りサンデー
- 2000年 パプアニューギニア渡航
- 2001年 モルジブ渡航
- 2002年 パラオ渡航
- 2003年 オーストラリア渡航
- 2006年 小型ボートでカジキを釣る
- 2008年 ニュージーランド渡航
- 2009年 環境カウンセラー登録

雑誌「ボート倶楽部」「魚類資源の減少を食い止める小さな一歩を」執筆。「釣具新聞」海環境保全活動を取材、随時執筆。大阪府遊漁船業務主任者。

## 著書
- 魚類資源の減少を食い止める小さな一歩を（ボート倶楽部）
- 海環境保全活動（釣具新聞）
- 女子プロフィッシャーきよみ／藤原きよみの釣れてます！／ボートアングラーズストーリー他（オーシャンライフ社）
- 藤原きよみの海風通信（つり人社）
- 明日は晴れのち晴れ（月刊L&Fマガジン）
- 清美のハートフルフィッシング月刊（釣りコミック）
- 清美ネエーの爆釣編集部（週刊釣場速報）
- 女流キャプテンなみ散歩（週刊釣りサンデー）
- きよみネーの旬の魚を釣っちゃおう（週刊　釣場速報）

## 出演番組
- 釣りビジョン　アングラーきよみ　世界釣りまくり（動画配信中）
- 釣りビジョン　環境カウンセラーきよみと水辺環境を考えよう（動画配信中）
- 釣りロマンを求めて
- フィッシングライフ（サンTV）
- 三陸ロマンチックコースト（北陸TV）
- サタデーブランチ（朝日TV）
- サントリーサタデースクエア（ＦＭ放送）

## 環境保全活動
- 環境カウンセラー（市民部門）環境省登録
- 大阪湾見守りネット会員